# Buscemi
Buscemi es una comuna siciliana de 1.152 habitantes, se encuentra en la Provincia de Siracusa (Italia). Su nombre proviene del árabe Qalat-abi-sciama, que derivó al latín Buxema.

Ubicación de la ciudad de Buscemi dentro de la provincia de Siracusa.

## Evolución demográfica
| Gráfica de evolución demográfica de Buscemi entre 1861 y 2001 |
|                                                               |
| Fuente ISTAT - Elaboración gráfica por parte de Wikipedia     |

## Monumentos
- Iglesia Madre.
- Iglesia de San Giacomo.
- Iglesia de Sant'Antonino.
- Iglesia de San Sebastiano.
- Santuario de la Madonna del bosco.
- Iglesia del Carmine.
- Castillo Requisenz.